# Chiloé

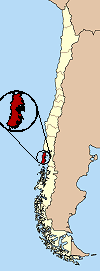
Chiloé.

Chiloé é um arquipélago ao sul do Chile. Além de um grande número de ilhas de menor tamanho, compreende a Ilha Grande de Chiloé, a quinta em tamanho da América do Sul (depois da Terra do Fogo e as ilhas brasileiras de Marajó, Bananal e Tupinambarana). 
O arquipélago tem uma população de cerca de 168 mil pessoas, e uma superfície de 9181 km².
Administrativamente pertence à Província de Chiloé, com exceção das Ilhas Desertores, que pertencem à província de Palena.

## Demografia
Evolução da população de Chiloé:
- 1827: 42.309
- 1835: 43.832
- 1843: 48.641
- 1854: 61.586
- 1865: 72.574
- 1895: 77.750
- 1907: 87.595
- 1920: 109.337
- 1930: 92.067
- 1940: 101.706
- 1952: 102.505
- 1960: 102.543
- 1992: 130.389
- 2012: 166.205
- 2017: 168.185

Segundo o Censo Nacional de 2002, aproximadamente 56% da população da província vivia em cidades, concentradas na costa oriental, exceto Huillinco, que se localiza junto ao lago de mesmo nome. A principais cidades são: 
- Castro (29.148 habitantes): Porto e capital da província desde 1982. É a terceira cidade mais antiga do Chile. Se destacam as palafitas, o mercado, e a igreja de São Francisco, Monumento Nacional e Patrimônio da Humanidade pela Unesco;
- Ancud (27 292 hab.): Fundada em 1767, foi capital da província de Chiloé até 1982. Destaque para o Museu Nacional de Ancud, que conserva objetos históricos, artesanais e representações de seres mitológicos;
- Quellón (13 656 hab.): A terceira maior cidade de Chiloé, fundada em 1906, fundada em 1906 por uma empresa de bebidas que faliu em 1952;
- Dalcahue (4933 hab.): Povoado conhecido por sua Igreja de Nossa Senhora das Dores, que é Monumento Nacional e Patrimônio da Humanidade.

A população descende principalmente da mescla de povos indígenas (huilliches, cuncos, payos y chonos) e colonizadores espanhóis, com aportes posteriores de chilenos de outras regiões e alguns imigrantes estrangeiros (alemães, croatas, entre outros). 

## Galeria

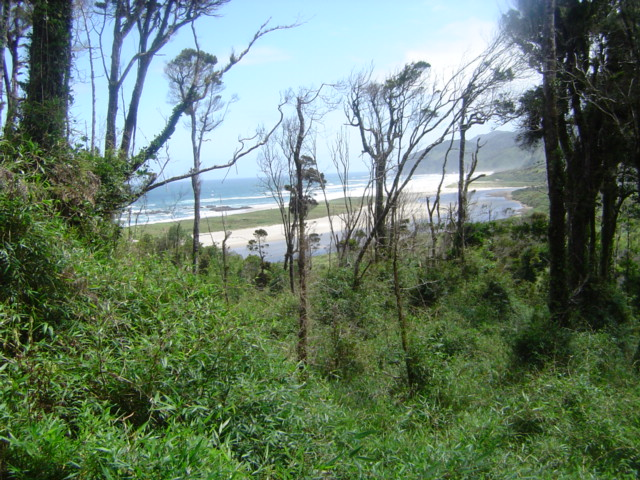
Parque Nacional Chiloé.
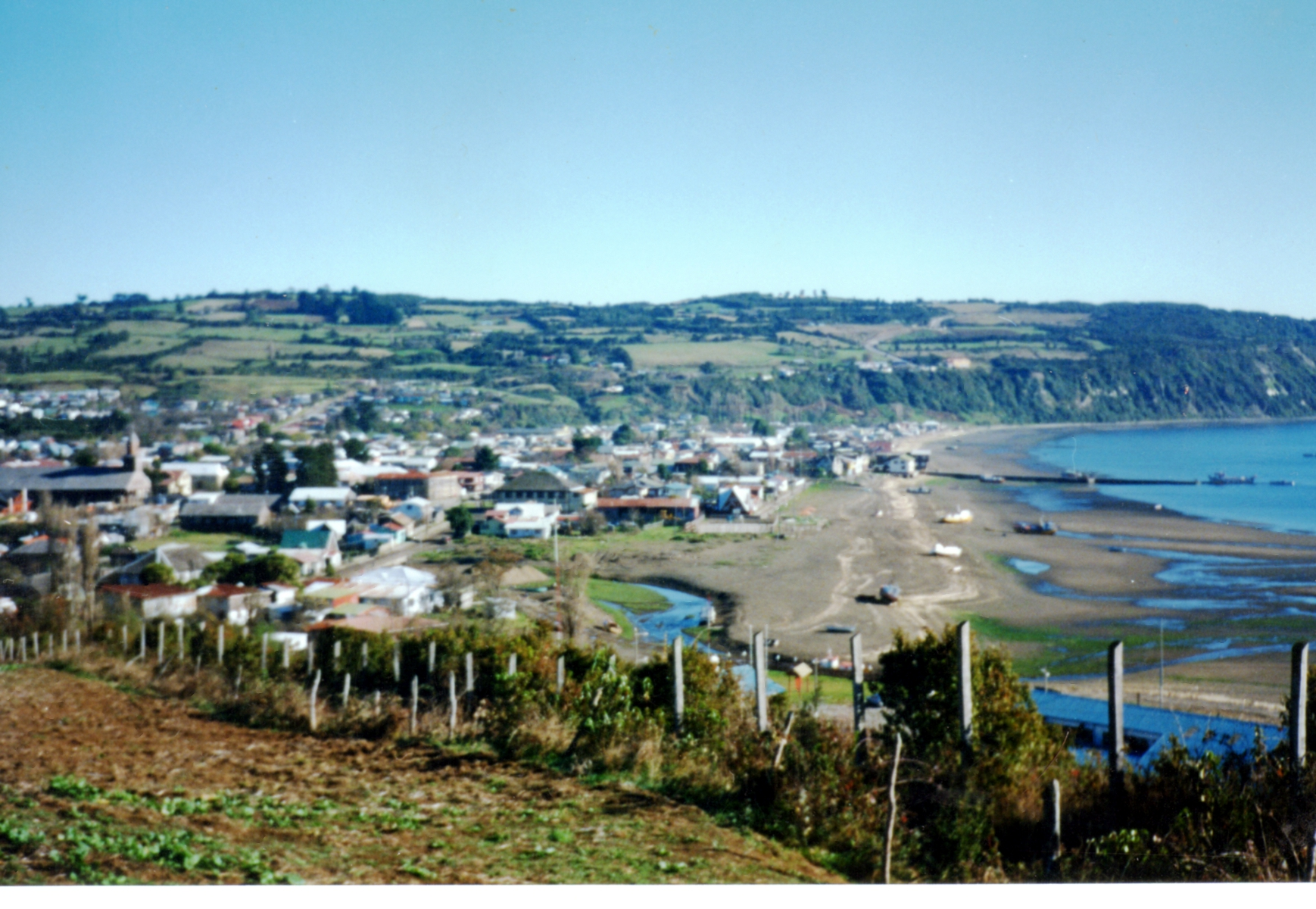
Achao.
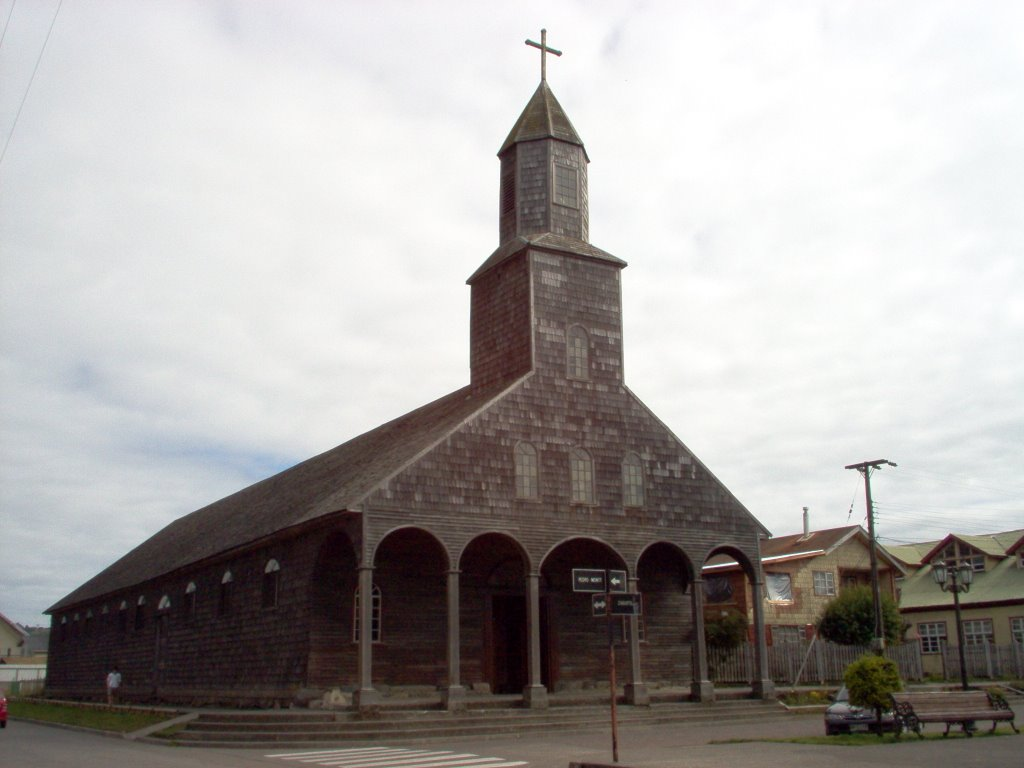
Igreja de Achao.
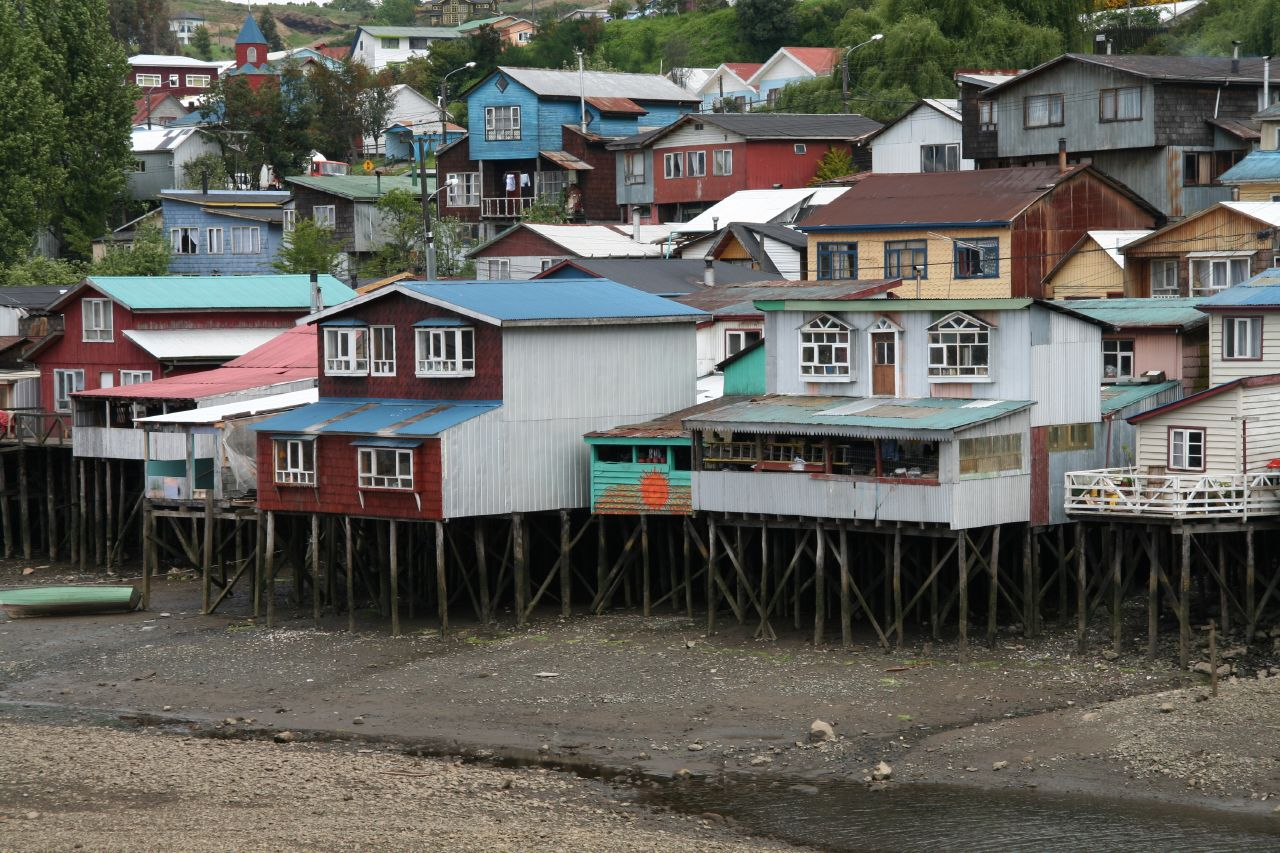
Palafitas em Chiloé.